# Луис Фукс
Луис Фукс (на португалски: Luiz Fux, португ. произношение: [luˈis ˈfuks], р. 26 април 1953) е бразилски магистрат – бивш съдия от Висшия съд и настоящ член на Върховния федерален съд на Бразилия, назначен от президента Дилма Русев. Потомък на румънски евреи, емигрирали в Бразилия по време на Втората световна война, Луис Фукс е първият евреин, назначен във Върховния съд на Бразилия.